# Grygla (Minnesota)
Grygla es una ciudad ubicada en el condado de Marshall en el estado estadounidense de Minnesota. En el Censo de 2010 tenía una población de 221 habitantes y una densidad poblacional de 148,4 personas por km².

## Geografía
Grygla se encuentra ubicada en las coordenadas 48°17′58″N 95°37′25″O / 48.29944, -95.62361. Según la Oficina del Censo de los Estados Unidos, Grygla tiene una superficie total de 1.49 km², de la cual 1.49 km² corresponden a tierra firme y (0%) 0 km² es agua.

## Demografía
Según el censo de 2010, había 221 personas residiendo en Grygla. La densidad de población era de 148,4 hab./km². De los 221 habitantes, Grygla estaba compuesto por el 99.1% blancos, el 0% eran afroamericanos, el 0.45% eran amerindios, el 0% eran asiáticos, el 0% eran isleños del Pacífico, el 0% eran de otras razas y el 0.45% pertenecían a dos o más razas. Del total de la población el 0% eran hispanos o latinos de cualquier raza.